# Petr Motloch
Petr Motloch (* 29. srpna 1964 Ostrava) je český herec.

## Život
Na Divadelní fakultě Janáčkovy akademie múzických umění v Brně studoval v letech 1988–1992 činoherní herectví. V letech 1992–1994 byl v angažmá v brněnském Mahenově divadle. Zde účinkoval mimo jiné v inscenacích Jakub a jeho pán a Stromy umírají vstoje. Poté strávil dvě sezóny v Městském divadle Zlín (John Brown /Cooney - 1+1=3/. Števa /Preissová - Její pastorkyňa/. Od té doby se datuje jeho častá spolupráce s režisérem J.A.Pitínským. V roce 1998 se stal členem činohry Národního divadla. Hlavně v prvních letech tohoto angažmá mu byly svěřovány dramatické postavy velkého ražení (Mortimer /Schiller - Marie Stuartovna/. Mlynář /Jirásek - Lucerna /. Rogožin /Dostojevskij - Idiot /. Mikoláš /Vančura - Marketa Lazarová/). V televizi se proslavil rolí doktora Evžena Hartla v seriálu Velmi křehké vztahy. Spolupracuje často s režiséry Jiřím Svobodou (Udělení milosti se zamítá, Jan Hus) a Irenou Pavláskovou (Zemský ráj to napohled, Bludičky). Hlavní roli po boku Markéty Hrubešové ztělesnil v nizozemském snímku Zima 89.